# 강삼재
강삼재(姜三載, 1952년 7월 1일~)는 대한민국의 정치인이다. 제12·13·14·15·16대 국회의원을 지냈다.

## 생애
강삼재는 1952년 7월 1일에 경상남도 함안에서 태어났다. 1971년에 마산고를 나왔고 1975년에 경희대 신문방송학과를 나왔다.대학 시절 총학생회장을 지냈고 그 시절 문재인과 인연을 맺게 되었다. 1975년 4월 4일에 경찰의 감시 속에 강삼재가 시위현장에 오지 못하게 되자 문재인이 대신 시위를 주도하여 구속되었다.이후 1977년에 경남신문에 입사해 5년을 재직했다. 제11대 총선에 민주한국당으로 출마하였으나 낙선하였다. 이후 민주한국당을 탈당하고 1984년 12월에 신한민주당 창당발기인으로 창당에 참여하였고 이듬해 치러진 제12대 총선에서 당선되었다. 이후 통일민주당의 대변인을 역임하였고 민주자유당의 정책조정실장을 역임하였다. 이후 신한국당의 사무총장에 임명되며 젊은 나이에도 불구하고 상도동계의 실세가 되었다.
1997년에 재15대 대선의 신한국당 후보로 선출된 이회창은 초반에 여론 조사에서 1위를 달렸으나, 아들 병역기피 의혹과 이인제가 국민신당을 창당하고 독자 출마를 선언하며 신한국당은 위기를 맞이하게 된다. 게다가 당시 경제 위기로 인해 이회창의 지지도는 점점 추락하여 3위로 떨어진다. 그러자 강삼재는 이를 타개하기 위해 새정치국민회의의 김대중 후보의 비자금을 폭로한다. 그 내용은 김대중이 처조카인 이형택을 통해 670억원을 관리해왔고 1991년 초에 노태우로부터 20억원을 받았다고 밝힌 강삼재는 "김대중 후보가 신앙고백을 하면서까지 노태우 씨로부터 20억원 이외에는 받은 돈은 없다며 국민을 기만했으나 이 모든것이 거짓임이 드러났다."며 김대중 후보를 공격했다. 하지만 이 뇌물 수수 의혹에 대해서 검찰은 김대중후보와의 연관성에 대해선 언급하지 않았다. 상황은 심각해졌고, 급기야 1997년 10월 16일에 신한국당이 김대중 후보를 뇌물수수 및 조세포탈, 무고 등의 혐의로 검찰에 고발했다. 이토록 상황이 최악으로 치닫았으나 강삼재는 "김대중 후보가 대통령에 당선되더라도 대통령 자격 없고 당선 되더라도 걸어내려와야 될 것이다."라고 지속적으로 김대중을 공격하자 급기야 새정치국민회의 당원들이 강삼재의 자택에 24시간 넘게 협박하며 신한국당 당사를 폭파시키겠다는 협박전화까지 걸었다. 결국 10월 20일에 김대중의 비자금 수사가 시작되었으나,다음날 검찰은 김대중의 비자금 수사를 대선 이후로 유보한다고 발표하였다.
강삼재의 이러한 행동은 오히려 이회창의 지지도를 떨어뜨렸다. 훗날 이회창이 민주당과 신한국당의 합당을 성사시켜 한나라당을 창당하는 등 대반격을 일으켜 이인제를 앞질렀지만 그의 지지도는 좀처럼 오르지 않았고, 결국 이회창은 김대중에게 패해 2위로 낙선하였다. 결국 강삼재는 3당합당 이후 8년 만에 또다시 야당 정치인의 길을 걷게 되었다.
이후 강삼재는 제15대 총선이 실시된 1996년에 국가안전기획부로부터 정치 자금을 신한국당 선거자금으로 지원했다는 이른바 '안풍 사건'의 핵심인물로 지목되었고 2001년에 기소되었다. 이로 인해 2003년에 정계 은퇴를 선언했다. 이후 대법원에서 무죄 판결을 받았다. 2008년에 이회창이 추진하는 자유선진당의 창당준비위원장으로 활동하였고 창당 후 최고위원이 되었다. 그해 실시된 제18대 총선에 자유선진당 소속으로 양천구 갑에 출마하였으나 3위로 낙선하였고 두번째 정계 은퇴를 선언하고 자유선진당을 탈당했다. 이후 대경대학의 총장으로 선출되었다. 2012년에 제19대 총선에서 무소속으로 의령군·함안군·합천군에 출마하였으나 새누리당의 조현룡 후보에게 낙선하였다.
2012년 12월 14일에, 강삼재는 민주통합당 당사에서 기자회견을 열고 "제18대 대선은 대한민국이 미래로 가느냐, 과거로 회귀하느냐 하는 중대한 갈림길에 놓여있는 선거이다."라며 문재인 후보를 지지한다고 밝혔다. 이어 "보수냐 진보냐 하는 이분법적 사고에서 벗어나 국민 모두가 힘을 모아 미래로 나가야 한다. 말로만 하는 통합이 아니라 명실상부한 대통합이 절실하다. 문재인 후보는 민주주의를 바로세우면서 국민대통합을 이룰 적임자이다."라고 발언하였다. 물론 2012년 대선에서는 그가 지지한 문재인후보는 박근혜 후보에 낙선하여 2위에 머물렀지만 2017년 대선에서 박근혜 탄핵으로 인한 조기 대선이 치러지자 5년 전과 똑같이 문재인 후보를 지지했다.

## 학력
- 1965년 산인국민학교 졸업
- 1968년 마산중학교 졸업
- 1971년 마산고등학교 졸업
- 1975년 경희대학교 신문방송학 학사

## 역대 선거 결과
|  | 19.39% |

|  | 28.52% |

|  | 54.12% |

|  | 53.57% |

|  | 50.16% |

|  | 63.41% |

|  | 20.17% |

|  | 23.05% |

## 소속 정당
| 소속 정당 | 소속 정당      | 소속 기간 | 비고           |
| --------- | -------------- | --------- | -------------- |
|           | 무소속         | 1981      | 정계 입문      |
|           | 민주한국당     | 1981~1985 | 입당           |
|           | 무소속         | 1985      | 탈당           |
|           | 신한민주당     | 1985~1987 | 창당           |
|           | 무소속         | 1987      | 탈당           |
|           | 통일민주당     | 1987~1990 | 창당           |
|           | 민주자유당     | 1990~1995 | 합당           |
|           | 신한국당       | 1995~1997 | 당명 변경      |
|           | 한나라당       | 1997~2006 | 합당 정계 은퇴 |
|           | 무소속         | 2006~2008 | 탈당           |
|           | 자유선진당     | 2008      | 입당 정계 복귀 |
|           | 무소속         | 2008~2012 | 탈당           |
|           | 민주통합당     | 2012~2013 | 입당           |
|           | 민주당         | 2013~2014 | 당명 변경      |
|           | 새정치민주연합 | 2014~2015 | 합당           |
|           | 더불어민주당   | 2015~2019 | 당명 변경      |
|           | 무소속         | 2019~현재 | 탈당 정계 은퇴 |

## 같이 보기
- 마산시 (1981년 선거구)
- 마산시 을 (1988년 선거구)
- 마산시 회원구
- 마산시의 국회의원